# Mike Roelofs

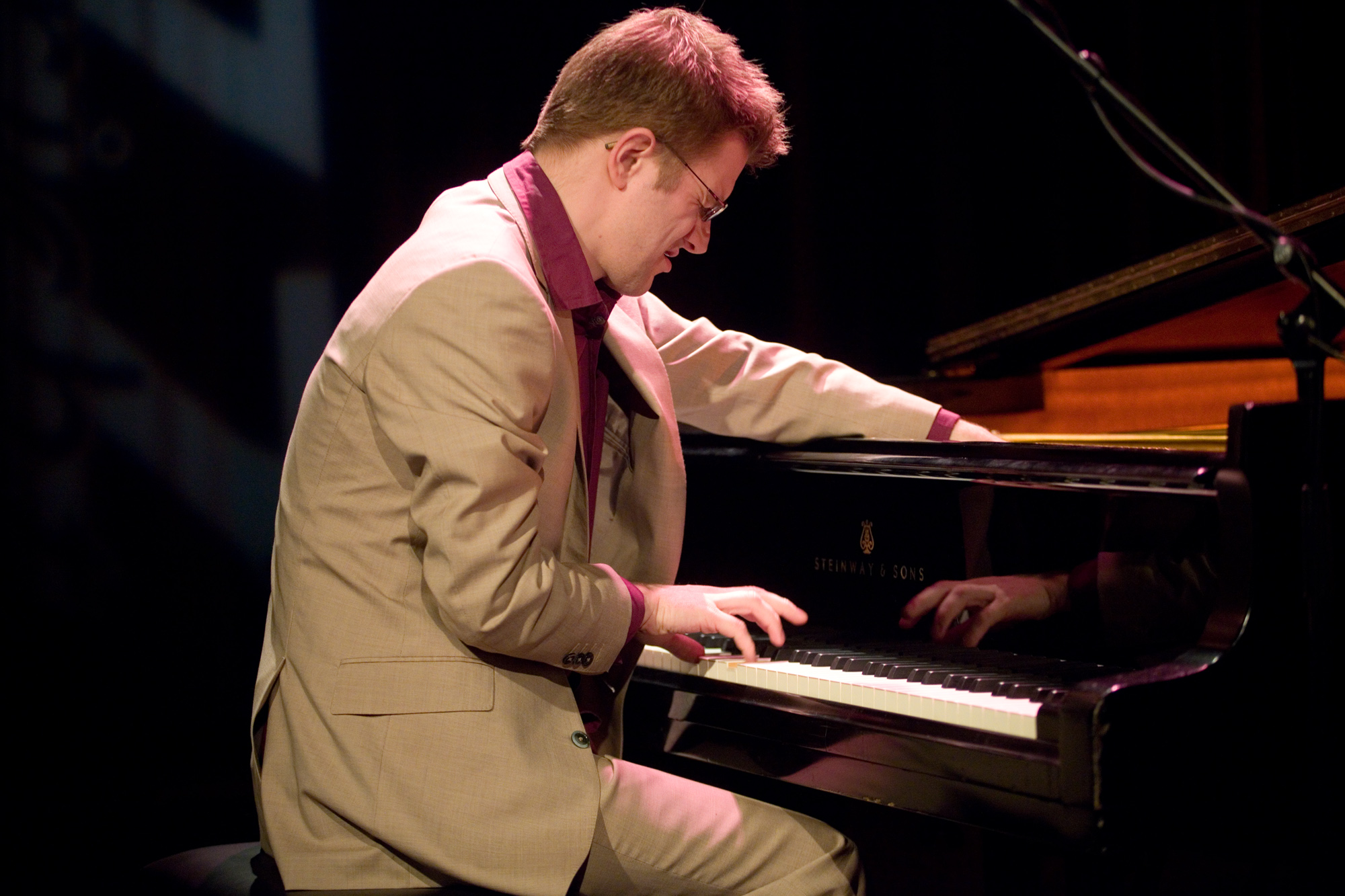
Mike Roelofs (2011)

Mike Roelofs (* 24. März 1980 in Tegelen) ist ein niederländischer Jazz- und Improvisationsmusiker (Piano, auch Hammond-Orgel, Perkussion, Komposition).

## Leben und Wirken
Roelofs studierte zwischen 1997 und 2002 am Conservatorium Maastricht bei Frank Giebels und Irv Rochlin.
2003 trat Roelofs mit der Gruppe Mo’Jones auf dem North Sea Jazz Festival auf, ein Jahr später tourte er mit JW Roy durch die Niederlande. Er bildete ein Duo mit Ryan Carniaux, das 2004 das Album Dialogin vorlegte. Weiterhin leitete er ein eigenes Quartett mit Frank Sackenheim, Christophe Devisscher und Jonas Burgwinkel. Im selben Jahre spielte er mit Down South auf dem Curaçao Jazz Festival. 2006 konzertierte er mit seiner Mike Roelofs Band auf niederländischen und belgischen Bühnen. 2007 unterzeichnete er einen Vertrag mit der Plattenfirma Jazz ’N Pulz/Challenge für die Band Surfcake. 2009 tourte er mit Minyeshu durch Portugal und den Senegal.
Im Trio mit Carniaux und Bob Moses tourte er mehrfach ab 2017. 2020 veröffentlichte er im Quintett sein Improvisationsalbum Anaphora Diary. 2023 legte er mit Moses das Duoalbum Light in the Darkness vor. Weiterhin spielte er im Duo mit BJ Baartmans und gehörte zum Trio von Iain Matthews. Er ist auch auf Alben von Analog Smog, Deuk, Fat Time, Johnny Clark & The Outlaws, Orbit Folks, Surfcake und Ryan Carinaux zu hören.
2008 und 2009 komponierte Roelofs die Musik für das KRO-Programm Hemelse Spijzen und für das L1-Programm De Poëzie van het Zuiden. Später schrieb er Filmmusiken für To Stay Alive: A Method (2016), Wei (2019) und Wraak! (2020). Am Conservatorium Maastricht unterrichtet er angewandtes Piano; darüber hinaus unterrichtet er Ensemble- und Jazz-Piano in dessen Junior-Jazz-Abteilung.

## Preise und Auszeichnungen
Roelofs gewann 2001, noch während seines Studiums am Konservatorium, mit seinem eigenen Trio den Concours Chambre Ceramique. 2002 gewann er mit seinem Quartett den Friesischen Crossover-Wettbewerb. 2007 erhielt er den Jerry van Rooyen Award, im Folgejahr den Glenn Corneille Talent Award. 2009 wurde er mit dem Kompositionspreis auf dem North Sea Jazz Festival für seine Komposition From Babel to Bethel ausgezeichnet.

## Diskographische Hinweise
- Mike Roelofs Quartet: No Surroundings (Inbetweens Records 2004, mit Frank Sackenheim, Christophe Devisscher, Jonas Burgwinkel)
- Roelofs(2) Lauscher trio: Catharsis (Prova Records 2009, mit Geert Roelofs und Werner Lauscher)
- Mike Roelofs Trio: Root of the Matter (Mike Roelofs Music 2018, mit Arthur Lijten, Guus Bakker)
- Ryan Carniaux, Ra Kalam Bob Moses, Mike Roelofs: Joyous Freedom (Jazzwerkstatt 2020)